# Chusquea galeottiana
Chusquea galeottiana är en gräsart som beskrevs av Franz Josef Ivanovich Ruprecht och William Munro. Chusquea galeottiana ingår i släktet Chusquea och familjen gräs. Inga underarter finns listade i Catalogue of Life.